# Polyrhachis nigrescens
Polyrhachis nigrescens é uma espécie de formiga do gênero Polyrhachis, pertencente à subfamília Formicinae.